# Robert I, Duce de Parma
Robert I (în italiană Roberto I Carlo Luigi Maria di Borbone, Duca di Parma e Piacenza; n. 9 iulie 1848, Florența, Marele Ducat de Toscana – d. 16 noiembrie 1907, Lucca, Toscana, Italia) a fost ultimul suveran Duce de Parma și Piacenza din 1854 până în 1859, când ducatul a fost anexat Italiei. A fost membru al Casei de Bourbon descendent al lui Filip, Duce de Parma al treilea fiu al regelui Filip al V-lea al Spaniei și al Elisabetei Farnese.

## Biografie

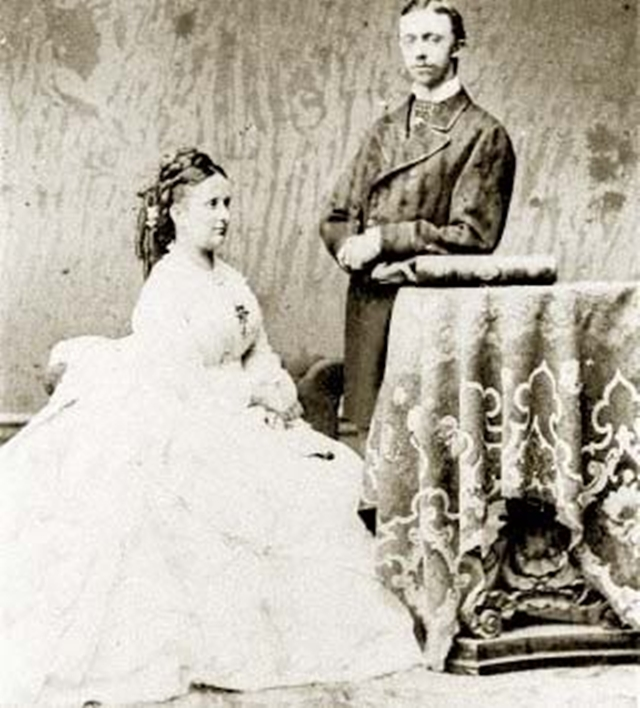
Roberto și Maria Pia

Născut la Florența, Robert a fost fiul lui Carol al III-lea, Duce de Parma și a Louisei Marie Thérèse d'Artois, fiica lui Charles Ferdinand, duce de Berry și nepoata regelui Carol al X-lea al Franței. El i-a succedat tatălui său la tronul ducal în 1854 după asasinarea acestuia când Robert avea numai șase ani; mama lui a fost regentă.
Când ducele Robert avea 11 ani a fost detronat  de trupele piemonteze care au anexat statele italiene și au format regatul Italiei.
În ciuda faptului că și-a pierdut tronul, Robert și familia lui s-au bucurat de o avere considerabilă, călătorind într-un tren privat și deținând mai mult de o duzină de mașini la castelele sale de la Schwarzau am Steinfeld în apropierea Vienei, la Villa Pianore în nord-vestul Italiei și la magnificul Château de Chambord din Franța.
La mai puțin de patru luni după decesul ducelui Robert în 1907, marele mareșal al curții austriece a declarat pe șase dintre copiii din prima căsătorie incompetenți (erau retardați mintal), la ordinul văduvei lui, ducesa Maria Antonia. Cu toate acestea, moștenitorul lui Robert a fost Elias de Parma (1880-1959), fiul cel mai mic din prima căsătorie. De asemenea, Elias a devenit tutorele legal al celor șase frați mai mari. Deși frații lui vitregi Sixte și Xavier l-au dat în judecată pe Elias pentru încercarea de a obține partea cea mai mare din averea ducală, au pierdut în fața instanțelor franceze.

## Familie
În 1869, în exil, el s-a căsătorit cu Prințesa Maria Pia a celor Două Sicilii (1849–1882), fiica regelui Ferdinand al II-lea al celor Două Sicilii. Cei doi tineri erau verișori (tatăl ei și bunica maternă a lui erau frați vitregi, ambii copii ai lui Francisc I al celor Două Sicilii). Maria Pia a născut 12 copii înainte să moară la naștere:
- Prințesa Maria Louise (17 ianuarie 1870 - 31 ianuarie 1899), căsătorită cu Ferdinand I al Bulgariei; a avut copii.
- Prințul Ferdinando (5 martie 1871 - 14 aprilie 1871)
- Prințesa Luisa Maria (24 martie 1872 - 22 iunie 1943)
- Prințul Henri (Principe Enrico) (13 iunie 1873 - 16 noiembrie 1939)
- Prințesa Maria Immacolata (21 iulie 1874 - 16 mai 1914)
- Prințul Joseph (Principe Giuseppe) (30 iunie 1875 - 7 ianuarie 1950)
- Prințesa Maria Teresa (15 octombrie 1876 - 25 ianuarie 1959)
- Prințesa Maria Pia (9 octombrie 1877 - 29 ianuarie 1915)
- Prințesa Beatrice (9 ianuarie 1879 - 11 martie 1946), căsătorită cu Pietro Lucchesi-Palli (un nepot al prințesei Caroline de Neapole și Sicilia și al celui de-al doilea soț al ei); a avut copii.
- Prințul Elias (Principe Elia) (23 iulie 1880 - 27 iunie 1959), șeful familiei ducale de Parma (1950–1959). Căsătorit cu Arhiducesa Maria Anna de Austria, a avut copii.
- Prințesa Maria Anastasia (25 august 1881 - 7 septembrie 1881)
- Prințul Augusto (sau Prințesa Augusta) (22 septembrie 1882 - 22 septembrie 1882) - Maria Pia a murit dând naștere acestui copil.

După decesul soției, el s-a recăsătorit în 1884 cu Maria Antonia a Portugaliei, fiica regelui detronat Miguel I al Portugaliei și a Adelaide de Löwenstein-Wertheim-Rosenberg. De asemenea Robert și Maria Antonia erau verișori (bunica paternă a Mariei Antonia și străbunica paternă a lui Robert erau surori, ambele copiii regelui Carol al IV-lea al Spaniei și ai reginei Maria Luisa de Parma). Maria Antonia și Robert au avut alți 12 copii:
- Prințesa Maria della Neve Adelaide (5 august 1885 - 6 februarie 1959), călugăriță benedictină la mănăstirea Sf. Cecili din Solesmes.
- Prințul Sixtus (1 august 1886 - 14 martie 1934), căsătorit cu Hedwige de La Rochefoucauld; a avut o fiică, Isabelle.
- Prințul Xavier de Parma (25 mai 1889 - 7 mai 1977), căsătorit cu Madeleine de Bourbon-Busset; a avut copii. Șeful familiei ducale de Parma (1974–77). Pretendent carlist la tronul Spaniei.
- Prințesa Francesca (22 aprilie 1890 - 7 octombrie 1978)
- Prințesa Zita (9 mai 1892 - 14 martie 1989), căsătorită ci împăratul Carol I al Austriei; a avut copii
- Prințul Felix (28 octombrie 1893 - 8 aprilie 1970), căsătorit cu Marea Ducesă Charlotte de Luxemburg, verișoara lui primară (mamele lor erau surori).
- Prințul René (17 octombrie 1894 - 30 iulie 1962), căsătorit cu Prințesa Margaret a Danemarcei. A fost tatăl Anei de Burbon-Parma, soția fostului rege Mihai I al României.
- Prințesa Maria Antonia (7 noiembrie 1895 - 19 octombrie 1977), călugăriță benedictină la mănăstirea Sf. Cecili din Solesmes.
- Prințesa Isabella (14 iunie 1898 - 28 iulie 1984), nu s-a căsătorit
- Prințul Louis (Principe Luigi) (5 decembrie 1899 - 4 decembrie 1967), căsătorit cu Prințesa Maria Francesca de Savoia; a avut copii.
- Prințesa Henrietta Anna (8 martie 1903 - 13 iunie 1987), nu s-a căsătorit, a fost surdă
- Prințul Thomas (Principe Gaetano) (11 iunie 1905 - 9 martie 1958), căsătorit cu Prințesa Margarete de Thurn și Taxis. Au avut o fiică, Diana, și mai târziu au divorțat.

## Arbore genealogic
1. 1 2  Roberto I di Borbone, Duca di Parma, The Peerage, accesat în 9 octombrie 2017
2. 1 2  Roberto de. Duque de Parma, Infante de España Borbón Parma y Borbón, Diccionario biográfico español
3. 1 2  „Robert I, Duce de Parma”, Gemeinsame Normdatei, accesat în 27 aprilie 2014